# Devari
Devari (o Deori) fou un estat tributari protegit del tipus zamindari, agregat al districte de Raipur a les Províncies Centrals, ocupant les terres a l'oest del riu Jonk. El sobirà era un natiu binjwar i tenia l'estat per una donació molt antiga; la meitat dels pobles del zamindari eren pobres i improductius, però als boscos hi havia bona fusta.
La capital Deori està situada a 21° 16′ N, 82° 46′ E / 21.267°N,82.767°E al districte de Bilaspur, Chhattisgarh; és una ciutat de cens amb 11.636 habitants (2001).